# Diana Göhringer
Diana Göhringer (* 1980 in Heidelberg) ist eine deutsche Informatikerin und leitet den Lehrstuhl für Adaptive Dynamische Systeme an der Technischen Universität Dresden.

## Werdegang
Göhringer studierte nach ihrem Abitur 1999 am Bunsen-Gymnasium Heidelberg Elektrotechnik und Informationstechnik an der Universität Karlsruhe (TH). Nachdem sie ihre Diplomarbeit bei Xilinx in San José geschrieben hatte, schloss sie das Studium 2006 als Dipl.-Ing. ab. Von 2007 bis 2012 war sie wissenschaftliche Mitarbeiterin und Projektleiterin am Standort Ettlingen des Fraunhofer-Instituts für Optronik, Systemtechnik und Bildauswertung. 2011 wurde sie mit einer Dissertation über „Flexible Design and Dynamic Utilization of Adaptive Scalable Multi-Core Systems“ bei Jürgen Becker am KIT mit „summa cum laude“ zur Dr.-Ing. promoviert. Von 2012 bis 2013 leitete sie die Young Investigator Gruppe CADEMA (Computer Aided Design and Exploration of Multi-Core Architectures) am KIT. 2013 folgte sie dem Ruf als Juniorprofessorin an die Ruhr-Universität Bochum, wo sie die Arbeitsgruppe Anwendungsspezifische Multi-Core Architekturen (MCA) leitete. Im April 2017 wechselte sie an die TU Dresden, wo sie seither den Lehrstuhl für Adaptive Dynamische Systeme führt.
Ihre Forschungsaktivitäten konzentrieren sich auf Rekonfigurierbare Rechensysteme, Anwendungsspezifische Mehrkernarchitekturen, Kommunikationsinfrastrukturen (Networks-on-Chip), Systemsimulatoren / virtuelle Plattformen, Hardware-Software-Co-Design und Laufzeitsysteme.

## Auszeichnungen
- seit November 2014 Mitglied von AcademiaNet nach Nominierung durch Leopoldina[3]
- seit 2014 Mitglied der Jungen Akademie[4]
- Mitglied der Global Young Faculty der Stiftung Mercator[5]

## Publikationen (Auswahl)
- Diana Göhringer, Lukas Meder, Oliver Oey, Jürgen Becker: Reliable and Adaptive Network-on-Chip Architectures for Cyber Physical Systems. ACM Transactions on Embedded Computing Systems (TECS), Special Issue on Multiprocessor System-on-Chip for Cyber-Physical Systems DAC 2011. doi:10.1145/2435227.2435247
- Diana Göhringer, Lukas Meder, Stephan Werner, Oliver Oey, Jürgen Becker, Michael Hübner: Adaptive Multi-Client Network-on-Chip Memory Core: Hardware Architecture, Software Abstraction Layer and Application Exploration. Hindaw International Journal of Reconfigurable Computing, Special Issue: Selected Papers from the 2011 International Conference on Reconfigurable Computing and FPGAs (ReconFig 2011). doi:10.1155/2012/298561
- Diana Göhringer, Michael Hübner, Etienne Nguepi Zeutebouo, Jürgen Becker: Operating System for Runtime Reconfigurable Multiprocessor Systems. Hindawi International Journal of Reconfigurable Computing, Special Issue: Selected Papers from the 17th Reconfigurable Architectures Workshop (RAW2010). 2011 doi:10.1155/2011/121353
- Diana Göhringer, Jonathan Obie, André L. S. Braga, Michael Hübner, Carlos H. Llanos, Jürgen Becker: Exploration of Power-Performance Tradeoffs through Parameterization of FPGA-based Multiprocessor Systems. Hindawi International Journal of Reconfigurable Computing, Special Issue: Selected Papers from the 5th International Workshop on Reconfigurable Communication Centric Systems-on-Chip (ReCoSoC2010). 2011 doi:10.1155/2011/985931
- Diana Göhringer, Michael Hübner, Jürgen Becker (Hrsg.): 3rd Many-core Applications Research Community (MARC) Symposium. 2011 ISBN 978-3-866-44717-2 (eingeschränkte Vorschau)
- Diana Göhringer, Marco Domenico Santambrogio, João M.P. Cardoso, Koen Bertels (Hrsg.): Reconfigurable Computing: Architectures, Tools, and Applications. Springer, 2014 ISBN 978-3-319-05960-0 (eingeschränkte Vorschau)
- Sajjad Nouri, Waqar Hussain, Diana Göhringer, Jari Nurmi: Design an Implemtation of IEEE 802.11a/g Receiver Blocks on a Coarse-Grained Reconfigurable Array . In: Waqar Hussain, Jari Nurmi, Jouni Isoaho, Fabio Garzia (Hrsg.): Computing Platforms for Software-Defined Radio. Springer 2016 ISBN 978-3-319-49679-5 (eingeschränkte Vorschau)
- Phillip Wehner, Diana Göhringer: Internet of Things Simulation Using OMNeT++ and Hardware in the Loop. In: Georgios Keramidas, Nikolaos Voros, Michael Hübner: Components and Services for IoT Platforms: Paving the Way for IoT Standards. Springer 2016 ISBN 978-3-319-42304-3 (eingeschränkte Vorschau)
- Diana Göhringer, Jürgen Becker: New Dimensions in Design Space and Runtime Adaptivity for Multiprocessor Systems Through Dynamic and Partial Reconfiguration: The RAMPSoC Approach. In: Nikolaos Voros, Amar Mukherjee, Nicolas Sklavos, Konstantinos Masselos, Michael Huebnerv: VLSI 2010 Annual Symposium. Springer 2011 ISBN 978-9-400-71488-5 (eingeschränkte Vorschau)